# Igreja Católica Cristã da Suíça

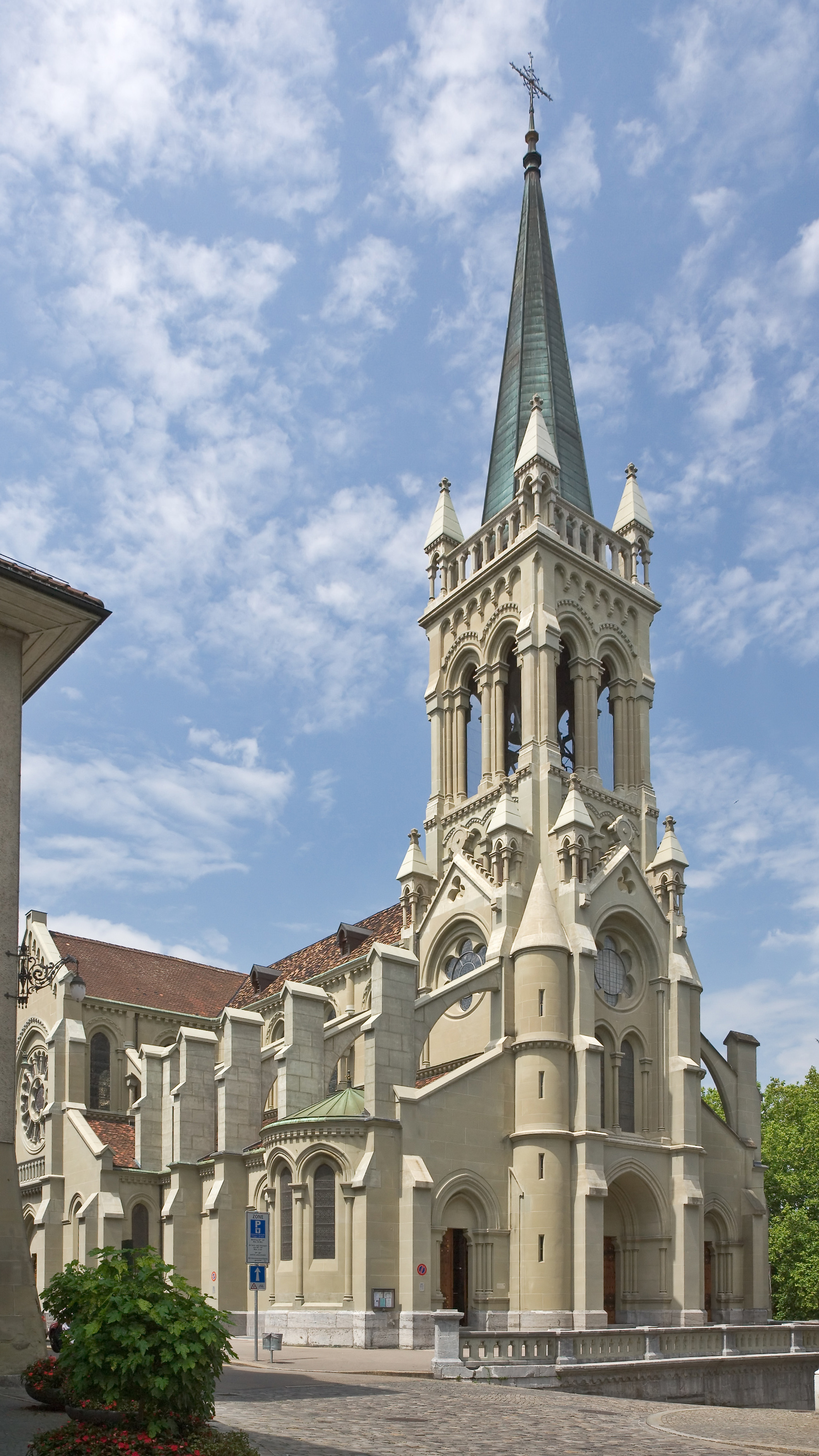
Igreja do Bispo Católico Cristão, de São Pedro e São Paulo em Berna

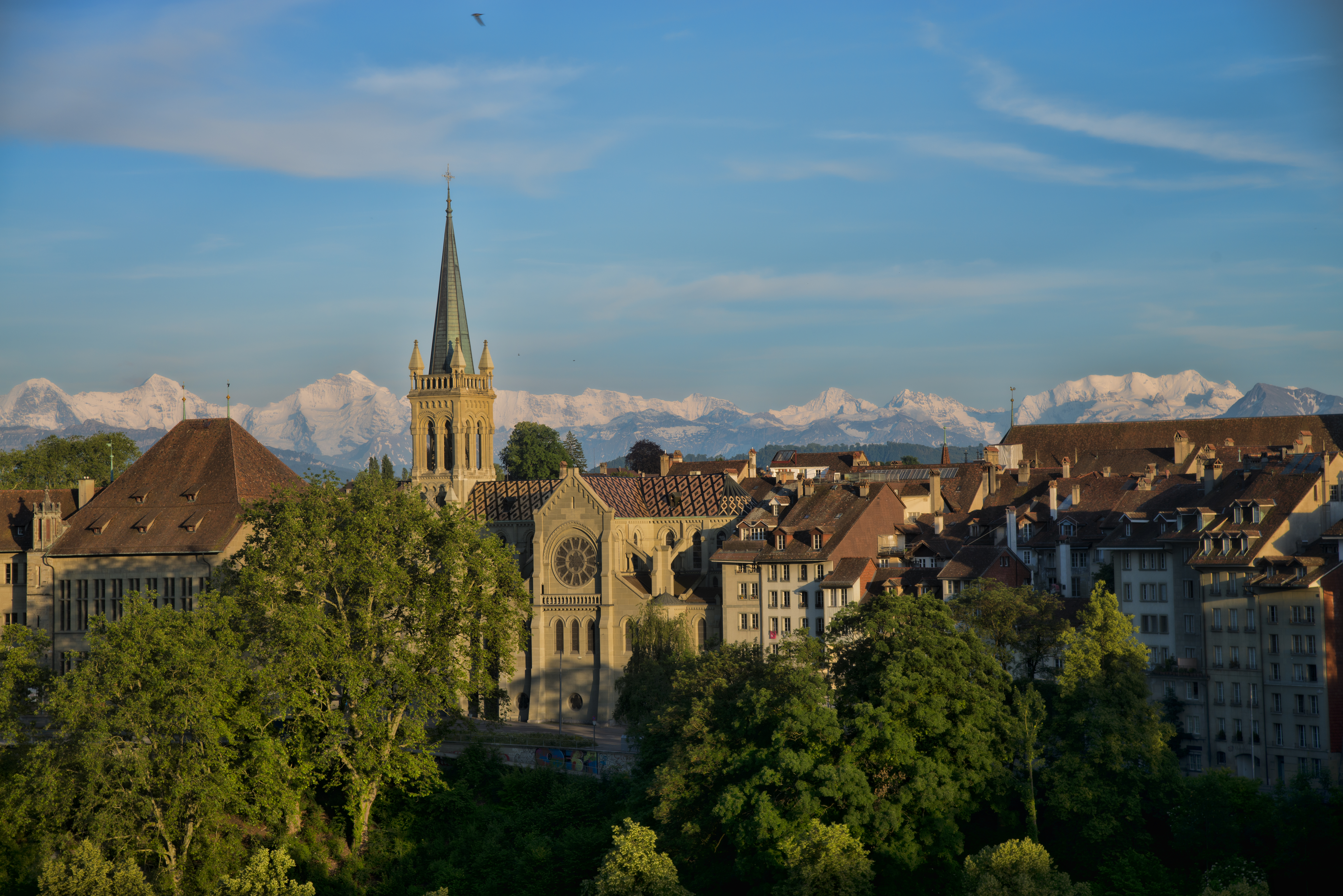
Igreja com os Alpes bernenses ao fundo

A Igreja Católica Cristã da Suíça, ou também Igreja Católica Suíça é a igreja suíça membro da União de Utrecht de Velhas Igrejas Católicas. A União de Utrecht foi fundada por alguns jansenistas, e expandiu com um influxo de católicos romanos descontentes seguido de seu desapontamento com o Concílio Vaticano I (1869-1870). A igreja é uma igreja nacional suíça e reconhecida (como são igrejas reformadas evangélicas e católicas romanas) nos 11 cantões pelo governo. Desde 1874, a Universidade de Berna possui uma faculdade católica cristã própria, que hoje é uma parte (como seção católica cristã) da Faculdade de Teologia. A mais forte concentração de católicos cristãos vive nos cantões de Soleura, Argóvia, Zurique e Genebra.
Em 1841 a comunidade católica de Zurique planejou construir uma igreja para comemorar a igreja abadia agostiniana de 1270. Como uma comunidade inteira foi expulsa da Igreja Católica, a Augustinerkirche em Münzplatz tornou-se a igreja paroquial atual. Ferdinand Stadler (1813–1870), um arquiteto nascido em Zurique, foi encarregado com a construção de uma nova igreja.
Em 2009, o bispo Harald Rein foi eleito como o líder da igreja. Antes desta, ele serviu como pároco e como vigário-geral da igreja. Em 12 de setembro de 2009, ele foi consagrado em Zurique pelo arcebispo Joris Vercammen de Utrecht.